# Brunn (Gemeinde Sankt Michael)
Brunn ist eine Ortschaft auf dem Gebiet der gleichnamigen Katastralgemeinde in der Marktgemeinde Sankt Michael in Obersteiermark im Bezirk Leoben, Steiermark.
Die Ortschaft befindet sich im Murtal westlich von Leoben. Am 1. Jänner 2024 zählte die Ortschaft 27 Einwohner.